# Hondurasi lempira
A lempira Honduras hivatalos pénzneme. 1 lempira 100 centavóst ér. A nevét egy 16. századi hondurasi uralkodóról, Lempiráról kapta, aki arról vált híressé, hogy ő vezette a hondurasi indián őslakosok felkelését a spanyol hódítók ellen, végül sikertelenül.

## Története
A lempirát 1931-ben vezették be a peso helyett. Később, az 1980-as években 2 lempira még 1 amerikai dollárt ért.
2006 augusztusában viszont 1 amerikai dollár már 18,8932 lempirát ért. A dollár széles körben elfogadott fizetőeszközként a környező szigeteken, de a szárazföldön inkább a lempirát használják.

## Érmék
Az érméket 1931-ben vezették be 20 és 50 centavós, valamint 1 lempirás címletekben. Az 1, 2 és a 10 centavost egyenként adták ki 1935-ben, 1939-ben és 1932-ben.
Forgalomban lévő érmék:
| névérték   | tulajdonság | tulajdonság | tulajdonság     | leírás   | leírás          |
| névérték   | átmérő      | súly        | anyag           | előlap   | hátlap          |
| ---------- | ----------- | ----------- | --------------- | -------- | --------------- |
| 1 centavo  | 16 mm       | 1,35 g      | réz, acél       | névérték | Honduras címere |
| 2 centavo  | 21 mm       | 2,7 g       | acél, réz       | névérték | Honduras címere |
| 5 centavo  | 21 mm       | 3,2 g       | cink, réz, acél | névérték | Honduras címere |
| 10 centavo | 26 mm       | 6 g         | cink, réz       | névérték | Honduras címere |
| 20 centavo | 18 mm       | 2 g         | acél, nikkel    | névérték | Honduras címere |
| 50 centavo | 31 mm       | 10 g        | acél, nikkel    | névérték | Honduras címere |

## Bankjegyek
2010. január 12-én új polimer alapú 20 lempirást bocsátottak ki.
| névérték    | méret       | szín         | leírás                       | leírás                                | dátumok    | dátumok     |
| névérték    | méret       | szín         | előlap                       | hátlap                                | kibocsátás | visszavonás |
| ----------- | ----------- | ------------ | ---------------------------- | ------------------------------------- | ---------- | ----------- |
| 1 lempira   | 156 x 67 mm | vörös        | Lempira maja nemzeti hős     | maja labdajáték, Copan romjai         | 2003       | forgalomban |
| 2 lempira   | 156 x 67 mm | lila         | dr. Marco Aurelio Soto elnök | Amapala kikötőváros, Tigris-sziget    | 1976       | forgalomban |
| 5 lempira   | 156 x 67 mm | szürke       | Francisco Morazan elnök      | a "Trinidad"-csata jelenete           | 2003       | forgalomban |
| 10 lempira  | 156 x 67 mm | barna        | José Trinidad Cabañas        | Hondurasi Autonóm Nemzeti Egyetem     |            | forgalomban |
| 20 lempira  | 156 x 67 mm | zöld         | Dionisio de Herrera          | elnöki palota                         | 2010       | forgalomban |
| 50 lempira  | 156 x 67 mm | cián         | Juan Manuel Gálvez           | Hondurasi Nemzeti Bank                | 2011       | forgalomban |
| 100 lempira | 156 x 67 mm | narancssárga | José Cecilio Díaz del Valle  | José Cecilio Díaz del Valle szülőháza | 2012       | forgalomban |
| 500 lempira | 156 x 67 mm | ibolya       | Ramón Rosa                   | San Juancito                          | 1995       | forgalomban |

## Emlékbankjegy
| névérték    | méret | szín   | leírás                    | leírás                          | Kibocsátás dátuma | Megjegyzés                                                        |
| névérték    | méret | szín   | előlap                    | hátlap                          | Kibocsátás dátuma | Megjegyzés                                                        |
| ----------- | ----- | ------ | ------------------------- | ------------------------------- | ----------------- | ----------------------------------------------------------------- |
| 200 lempira | ?     | szürke | diákok, Honduras zászlaja | arapapagájok, Guara Roja vidéke | 2021 szeptembere  | függetlenség 200. évfordulójára 30 millió darabot bocsátottak ki. |

## Külső hivatkozások
- Bankjegyek képei.